# Горне Лефантовце
Горне Лефантовце (словац. Horné Lefantovce) — село, громада округу Нітра, Нітранський край. Кадастрова площа громади — 18.6 км².
Населення 894 особи (станом на 31 грудня 2018 року).

## Історія
Горне Лефантовце згадується 1113 року.

## Населення
| Рік:            | 1994. | 2004.    | 2014.   | 2024.   |
| --------------- | ----- | -------- | ------- | ------- |
| Кількість осіб: | 1434  | 948      | 892     | 844     |
| Різниця:        |       | -33,89 % | -5,90 % | -5,38 % |

| Рік:            | 2023. | 2024.   |
| --------------- | ----- | ------- |
| Кількість осіб: | 839   | 844     |
| Різниця:        |       | +0,59 % |